# Los Del Río
Los Del Río – hiszpański duet grający muzykę pop, założony w 1962 roku przez Antonio Romero Mongę i Rafaela Ruíza. Najbardziej znany z piosenki „Macarena” (1993), określany jest jako artysta jednego przeboju. W 2002 wygrał w plebiscycie na „Największego artystę jednego przeboju”.

## Albumy
- Luces de Sevilla, 1967
- De Triana al Rocío con Los del Río, 1971
- Sevillanas y rumbas, 1972
- Sevillanas rumbas, 1973
- Sevillanas / rumbas / tanguillo y vals, 1974
- Sevillanas rumbas, 1975
- Los del Río, 1976
- Los del Río, 1978
- Con son de alegría, 1981
- Los del Río, 1984
- Los del Río, 1986
- ¡¡Qué verano me estás dando!!, 1987
- El mudo, 1989
- Puerta grande, 1989
- Cantemos por sevillanas, 1990
- Sabor y... gloria, 1991
- Sevilla tiene un color especial, 1991
- Fiesta en Belen, 1992
- A mí me gusta, 1993
- El gallo de Aurora, 1994
- Calentito, 1995
- Entre dos orillas, 1995
- Fiesta Macarena, 1996
- Macarena Dance Party, 1996
- Macarena Non Stop [remixes], 1996
- Colores, 1997
- Viva el verano, 1998
- Baila, 1999
- Tumbaíto tumbaíto, 2000
- Río de sevillanas, 2003
- P'alante, 2004
- Quinceañera Macarena, 2008
- Mi gitana, 2009
- Vámonos que nos vamos, 2012

## Single
- „Macarena”, 1993
- „Macarena”, 1995
- „Macarena (Bayside Boys Mix)”, 1996
- „Macarena Christmas”, 1997
- „Mas Macarena”, 2016